# ریچ کانادا
ریچ کانادا یک سازمان ناسودبر واقع در اتاوای کانادا است که در یافتن وکیل مدافع برای معلولین این کشور فعالیت دارد. این سازمان همچنین در زمینه آگاهی رسانی در رابطه با حقوق معلولین به وکلا، مردم و خود معلولین از طریق سمینارها و کنفرانس‌ها نیز فعال است و نیز با بسیاری از پروژه‌های سیستم قضایی کانادا در ارتباط می‌باشد.